# رویه زیربخش دو–سابین

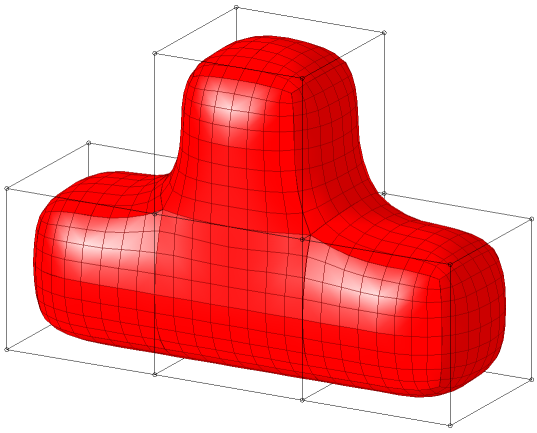
رویه زیربخش ساده دو-سابین. شکل نمایش‌دهنده رویه حدی و نقاط کنترلی شبکه است.

در گرافیک کامپیوتری رویه زیربخش دو-سابین نوعی از رویه زیر بخش بر پایه عمومی‌سازی بی-اسپلاین‌های یکنواخت دو درجه دومی است. این رویه در سال ۱۹۷۸ توسط دانیل دو و مالکوم سابین توسعه داده شد.
این روند وجهی جدید در هر راس اصلی، n وجه جدید در هر یال اصلی و n x n وجه جدید برای هر وجه اصلی ایجاد می‌کند. یکی از ویژگی‌های اصلی شیوه زیربخش دو-سابین ساخت چهار وجه در اطراف هر راست است. یکی از محدودیت‌ها این است که وجه‌های ساخته شده در اطراف راس‌ها لزوماً هم‌صفحه نیستند.

## ارزیابی
رویه‌های دو-سابین به صورت بازگشتی تعریف می‌شوند. هر پالایش به جای شبکه فعلی می‌نشیند و سطحی صاف‌تر از شبکه پیشین دارد. بعد از تکرارهای زیادی شیوه به رویه حدی  صافی می‌رسد. شکل زیر نمایانگر اثر دو تکرار پالایه بر روی شبکه تی شکل چهارگوش است.
همانند رویه زیربخش کتمول-کلارک، رویه حدی دو-سابین بدون روند بازگشتی و مستقیماً با استفاده از شیوه جاس استم بدست آورد. راه حل به اندازه رویه‌های کتمول کلارک بهینه نیست چون ماتریس‌های زیربخش دو-سابین در شرایط عمومی قطری نیستند.